# Stafidă

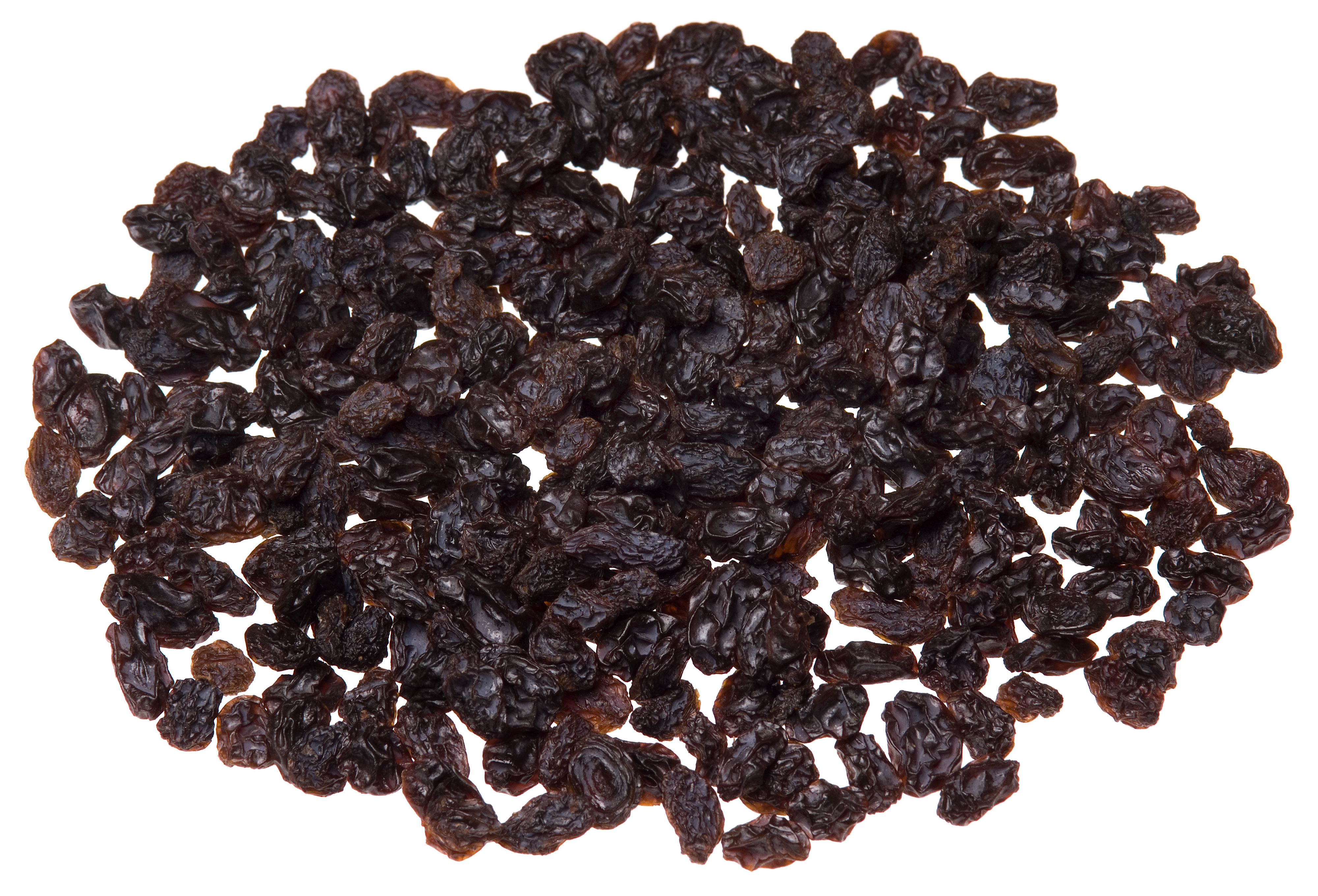
Zaharidele din struguri se cristalizează prin uscare

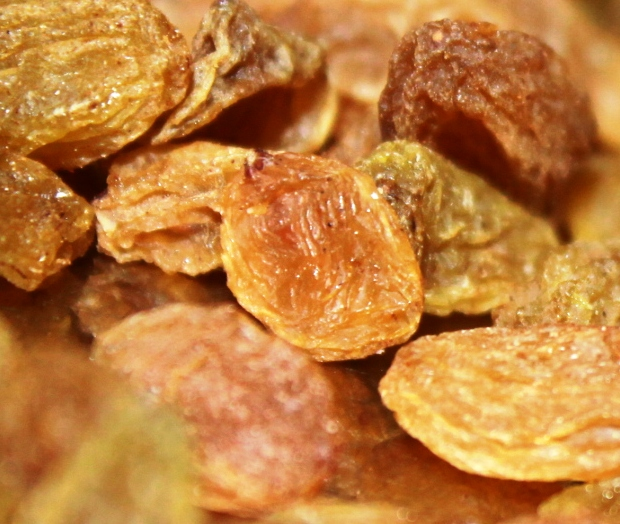
Stafide

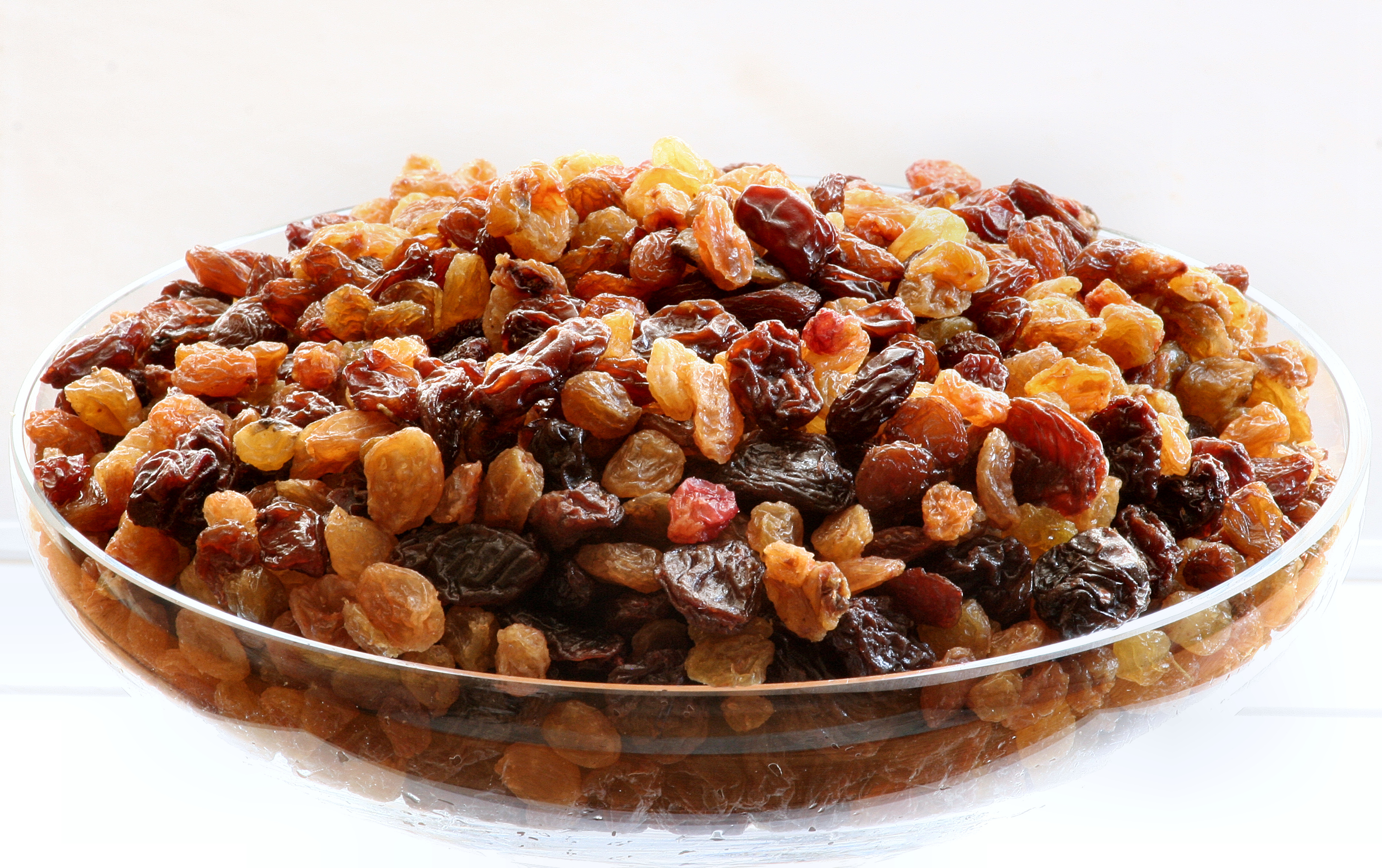
O varietate de stafide din diferiți struguri

Stafidele sunt struguri uscați.

## Tipuri de stafide
Tipul de stafide depinde de soiul de struguri folosit. Stafidele sunt făcute să aibă o serie de dimensiuni și culori precum verde, negru, albastru, mov și galben. Soiurile de struguri din care sunt făcute stafidele sunt, în general, cele fără sâmburi Sultanina și Flame Seedless. Stafidele sunt, în mod tradițional, uscate la soare, dar pot fi și deshidratate artificial în apă.
Stafidele aurii sunt tratate cu dioxid de sulf după uscare pentru a avea culoarea aurie.
Stafidele de Corint sunt stafide în miniatură ce sunt mult mai închise la culoare și au un gust picant.
Stafidele Muscat sunt mari, în comparație cu alte stafide, și de asemenea, sunt mai dulci.

## Zaharuri
Stafidele sunt dulci datorită marii concentrații de zaharuri (30 % fructoză și 20 % glucoză). Zaharurile se pot cristaliza în interiorul fructului atunci când acestea sunt păstrate după o perioadă lungă de timp, făcând stafidele granuloase. Totuși, acest fenomen nu împiedică utilizarea stafidelor. Zaharurile pot fi dizolvate opărind fructul în apă fiartă sau alte lichide.

## Clasificare a stafidelor în SUA
Standardul A: Culoarea este bună, iar gustul este caracteristic stafidelor. Aceste stafide au caracteristici ce arată că au fost făcute din struguri maturi, care conțin nu mai puțin de 80 % apă.
Standardul B: Culoarea și gustul sunt rezonabil bune. Aceste stafide au caracteristici ce arată că au fost făcute din struguri rezonabil maturi, care au cel puțin 70 % apă.
Standardul C: Culoarea și gustul sunt destul de bune. Aceste stafide au caracteristici ce arată că au fost făcute din struguri destul de maturi, care au cel puțin 55 % apă.
Sub standard: Stafide ce nu reușesc să atingă Standardul C.  

## Producerea stafidelor

### Pre-tratamentul
Pre-tratamentul este un pas necesar în producerea stafidelor pentru a asigura rata crescută de apă eliminată din timpul procesului de uscare.

### Uscarea
Există 3 metode de uscare: uscarea la soare, uscarea la umbră și cea mecanică. Uscarea la soare este un proces deloc scump; cu toate acestea, multe griji precum contaminarea mediului, infecțiile aduse de insecte și microbii sunt deteriorări inevitabile, iar stafidele obținute au o calitate slabă. În plus, uscatul la soare este un proces lent și nu aduce rezultatele dorite. Uscarea mecanică poate fi făcută într-o atmosferă sigură și controlabilă. De asemenea, uscarea rapidă este asigurată. O metodă de uscare mecanică este încălzirea cu microunde. De obicei, acest tip de uscare face stafidele mai umflate.

### Procesul de post-uscare
După ce procesul de uscare este complet, stafidele sunt trimise la alte procese de prelucrare unde sunt curățate cu apă pentru a îndepărta orice obiecte străine care s-au încorporat în timpul procesului de uscare. Spălarea poate cauza însă rehidratare, de aceea, un alt proces de uscare urmează după spălare, pentru a fi sigur că toată umezeala a fost eliminată. 

## Nutriție și sănătate
Stafidele pot fi mâncate ca gustare hrănitoare, fiind bogate în fibre alimentare, glucide (hidrați de carbon) cu un indice glicemic scăzut, minerale și alți micronutrienți. Conținutul de grăsimi și colesterol este foarte mic. Sunt recomandabile ca gustare atât pentru cei ce vor să-și mențină greutatea sub control, cât și pentru cei ce vor să aibă o stare a sănătății bună, deoarece acestea ajută la reglarea glucozei și a colesterolului, la buna funcționare a sistemului digestiv și la controlul tensiunii arteriale. Înlocuirea alimentelor nesănătoase (bogate în glucide) cu stafide în cantități moderate poate ameliora sănătatea pacienților cu diabet zaharat de tipul 2 controlat. Stafidele de Corint au un indice glicemic mediu. Ele pot fi consumate în cantități mici chiar și de pacienții cu diabet pentru a-și satisface pofta de dulce într-o dietă echilibrată. Antioxidanții din stafidele grecești pot reduce riscul de afecțiuni maligne la stomac și colon. Astfel, într-un regim alimentar echilibrat, antioxidanții stafidelor pot ajuta la menținerea unui sistem digestiv sănătos.